# Gustav Wilhelm Scharlau
Gustav Wilhelm Scharlau (* 29. April 1809 in Pasewalk; † 24. April 1861 in Stettin) war ein deutscher Arzt, der sich mit der Wasserheilkunde befasste.

## Leben
Scharlau wurde als Sohn eines Kaufmanns in Pasewalk geboren. Er besuchte das Stettiner Marienstiftsgymnasium von 1819 bis 1824 und lernte anschließend den Apothekerberuf. Von 1833 bis 1836 studierte er an der Universität Greifswald Medizin, an der Universität Leipzig wurde er promoviert.
Scharlau ging dann nach Stettin, wo er als Arzt praktizierte und eine Wasserheilanstalt leitete. Daneben veröffentlichte er mehrere medizinische und pharmazeutische Schriften und war Vorstandsmitglied des Entomologischen Vereins zu Stettin. Scharlau war verheiratet und hatte eine Tochter.

## Schriften (Auswahl)
- De causis secretiones efficientibus. 1836 (Digitalisat).
- Die rationelle Heilung der Lungenknoten und ihrer Ausgänge. Enslin, Berlin 1939 (Digitalisat).
- Über das Zeitgemäße einer durchgreifenden Reform des Apothekerwesens in den Kgl. Preußischen Staaten. 1841.
- Die Zuckerharnruhr (Diabetes mellitus). Nach eigenen Untersuchungen. 1846.
- (Bearbeiter) Louis Fleury: Praktisch-kritische Abhandlung über die Wasserheilkunde. Untersuchung über die klinische Anwendung des Wassers bei der Behandlung von Krankheiten. F. Nagel, Stettin 1853 (Digitalisat).
- Klinische Mitteilungen aus dem Gebiete der Wasser-Heilkunde. 1857.